# Biela skala (Wielka Fatra)
Biela skala (1385 m) – szczyt w Wielkiej Fatrze na Słowacji. Wznosi się w górnej części grzbietu oddzielającego Necpalską dolinę (Necpalská dolina) od Dedošovej doliny (Dedošová dolina). 
Wznosi się w bocznym grzbiecie odgałęziającym się na północny zachód od południowego wierzchołka szczytu Suchý vrch (1550 m). Jest pierwszym i najbardziej na południowy wschód wysuniętym szczytem w tym grzbiecie. Następnym, położonym na północny zachód od Bielej skali jest Lactavovská (1235 m).
Biela skala znajduje się w obrębie Parku Narodowego Wielka Fatra i w jego obrębie objęta jest dodatkową ochroną jako rezerwat przyrody Biela skala. Porośnięte lasem stoki północne opadają do Necpalskiej doliny. Szczytowa część stoków południowo-zachodnich jest skalista i również porośnięta lasem. Dolna część tych stoków opada do Vratnej doliny (Vratná dolina) będącej odgałęzieniem Dedošovej doliny.
W skałach Bielej skali dobrze rozwinięte są zjawiska krasowe. Znajdują się w nich m.in. dwie jaskinie: Biela jaskyňa i Jaskyna Morňa. 

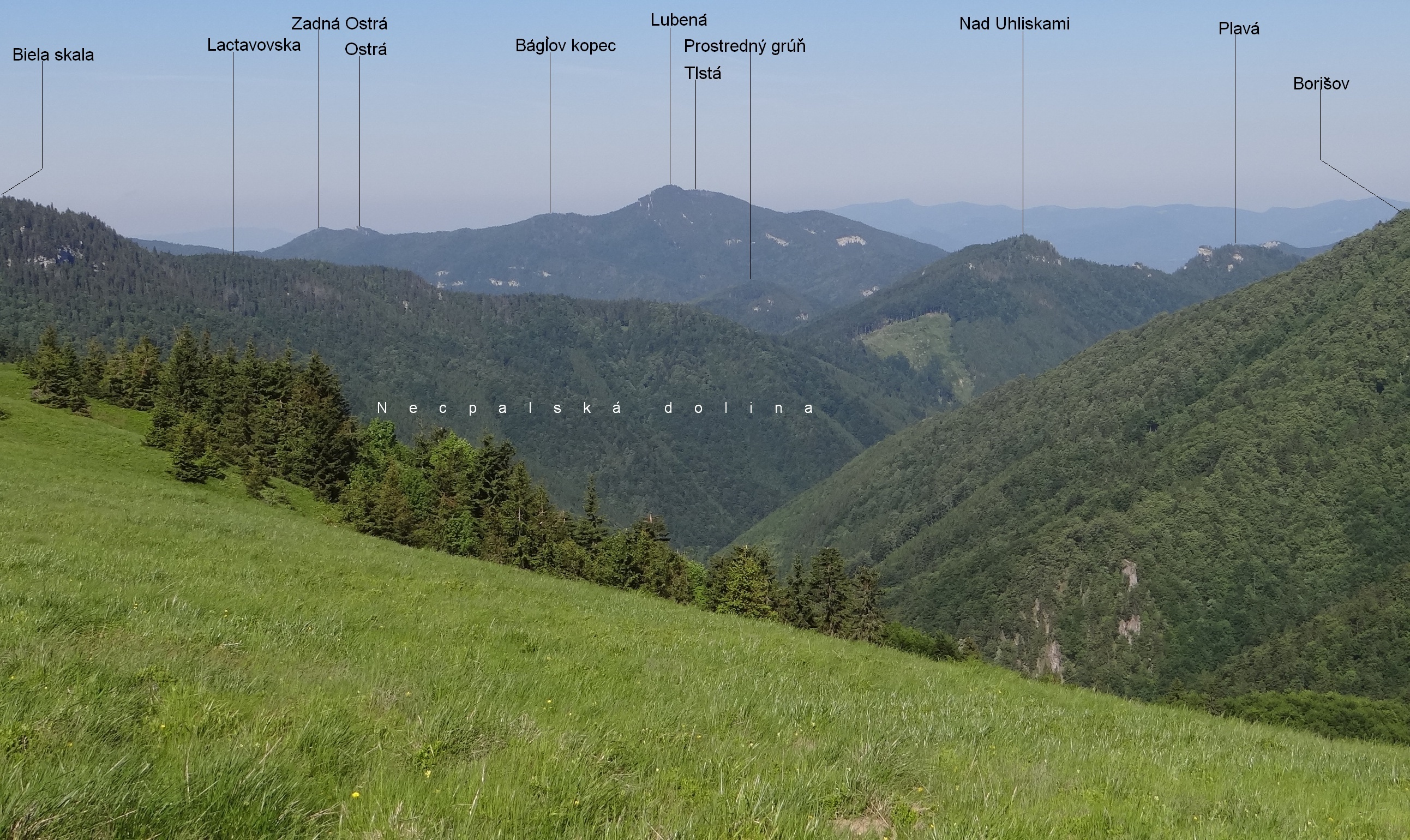
Widok ze zboczy Ploski